# Liste der Baudenkmale in Wolfsburg-Stadtmitte
In der Liste sind die Baudenkmale in der Ortschaft Stadtmitte der niedersächsischen Stadt Wolfsburg aufgelistet.

## Liste
| Lage                                                  | Bezeichnung                         | Beschreibung                               | ID       | Bild           |
| ----------------------------------------------------- | ----------------------------------- | ------------------------------------------ | -------- | -------------- |
| Am Mühlengraben 8 52° 25′ 22″ N, 10° 47′ 47″ O        | Wohn-/Wirtschaftsgebäude            |                                            | 34290801 | BW             |
| An der Christuskirche 52° 25′ 3″ N, 10° 47′ 24″ O     | Christuskirche                      | Kirche und Gemeindezentrum Christuskirche  | 34201377 | Weitere Bilder |
| An der St.-Annen-Kirche 52° 25′ 36″ N, 10° 47′ 44″ O  | Ehemaliger Ortskern Heßlingen       | Ortskern der ehemaligen Gemeinde Heßlingen | 34201361 | Weitere Bilder |
| An der St.-Annen-Kirche 52° 25′ 36″ N, 10° 47′ 52″ O  | St.-Annen-Kirche                    | St.-Annen-Kirche in Heßlingen              | 34290851 | Weitere Bilder |
| Antonius-Holling-Weg 21 52° 25′ 16″ N, 10° 47′ 26″ O  | St.-Christophorus-Kirche            |                                            | 34291331 | Weitere Bilder |
| Berliner Ring 41 52° 24′ 50″ N, 10° 47′ 42″ O         | VW-Bad                              |                                            | 34201433 | Weitere Bilder |
| Braunschweiger Straße 52° 24′ 58″ N, 10° 47′ 3″ O     | Wohnhäuser Braunschweiger Straße    | Braunschweiger Straße 21, 23, 25, 27       | 34201700 | BW             |
| Braunschweiger Straße 89 52° 24′ 43″ N, 10° 46′ 57″ O | Ehemalige Aral-Station              |                                            | 34290973 |                |
| Elsterweg 52° 25′ 28″ N, 10° 47′ 55″ O                | Vfl-Stadion am Elsterweg            |                                            | 34201464 | Weitere Bilder |
| Frauenteichstraße 4a 52° 24′ 57″ N, 10° 47′ 20″ O     | Eichendorff-Schule                  |                                            | 34290998 |                |
| Friedrich-Ebert-Straße 52° 25′ 13″ N, 10° 47′ 29″ O   | Wohnsiedlung Friedrich-Ebert-Straße |                                            | 34201527 | Weitere Bilder |
| Heinrich-Heine-Straße 6 52° 25′ 14″ N, 10° 46′ 31″ O  | Pestalozzischule                    |                                            | 34291023 |                |
| Kiebitzweg 52° 25′ 26″ N, 10° 48′ 4″ O                | Wohnsiedlung Kiebitzweg             |                                            | 34201479 |                |
| Kleiststraße 20 52° 25′ 31″ N, 10° 47′ 2″ O           | Skulptur „Noah“                     |                                            | 34267603 |                |
| Maybachweg 7 52° 25′ 46″ N, 10° 48′ 2″ O              | Billen-Pavillon                     | Pavillon und Freifläche                    | 41737573 | Weitere Bilder |
| Pestalozziallee 1 52° 25′ 17″ N, 10° 47′ 16″ O        | Ehem. Amtsgericht                   | Ehemaliges Amtsgericht Wolfsburg           | 43980285 |                |
| Porschestraße 51 52° 25′ 11″ N, 10° 47′ 10″ O         | Alvar-Aalto-Kulturhaus              |                                            | 34291409 | Weitere Bilder |
| Porschestraße 47 A 52° 25′ 18″ N, 10° 47′ 14″ O       | Piazetta-Gebäude                    |                                            | 43980450 | BW             |
| Porschestraße 37/37a 52° 25′ 25″ N, 10° 47′ 18″ O     | Rack-Gebäude                        |                                            | 34291358 |                |
| Porschestraße 49 52° 25′ 12″ N, 10° 47′ 13″ O         | Rathaus                             | Rathaus Wolfsburg                          | 34291383 | Weitere Bilder |
| Rathenauplan 52° 25′ 6″ N, 10° 47′ 17″ O              | Wohnsiedlung Rathenauplan           |                                            | 34201511 | BW             |
| Rothenfelder Markt 52° 25′ 30″ N, 10° 47′ 39″ O       | Friedhof Rothenfelder Markt         |                                            | 34201346 | Weitere Bilder |
| Rothenfelder Markt 52° 25′ 37″ N, 10° 47′ 39″ O       | Kolonie Rothenfelde                 | Ehemalige Kolonie Rothenfelde              | 34201330 | Weitere Bilder |
| Schreberstraße 52° 25′ 12″ N, 10° 48′ 31″ O           | Wohnsiedlung Schreberstraße         |                                            | 34201495 | BW             |
| Walter-Flex-Weg 2 52° 25′ 8″ N, 10° 48′ 0″ O          | Baracke                             | Jugendhaus Ost                             | 34291950 |                |
| Walter-Flex-Weg 8 52° 25′ 0″ N, 10° 48′ 2″ O          | Schiller-Schule                     |                                            | 34291974 |                |
| Willy-Brandt-Platz 3 52° 25′ 45″ N, 10° 47′ 16″ O     | Bahnhof Wolfsburg                   |                                            | 34201315 | Weitere Bilder |
| 52° 24′ 56″ N, 10° 48′ 19″ O                          | Stadtteil Steimker Berg             |                                            | 34201448 |                |
| 52° 25′ 22″ N, 10° 46′ 50″ O                          | Wohnsiedlung Stadtmitte             |                                            | 34201543 |                |

## Ehemalige Baudenkmale
| Lage                                     | Bezeichnung                           | Beschreibung                                                     | ID       | Bild |
| ---------------------------------------- | ------------------------------------- | ---------------------------------------------------------------- | -------- | ---- |
| Kleiststraße 52° 25′ 32″ N, 10° 47′ 1″ O | Ehem. ev.-luth. Gemeindezentrum Arche | Ehemaliges ev.-luth. Gemeindezentrum Arche, heute Jugendherberge | 34202008 |      |